# クラ湾夜戦
クラ湾夜戦（クラわんやせん、英: Battle of Kula Gulf）は、太平洋戦争（大東亜戦争）中、ソロモン諸島で1943年7月5日 - 6日に生起した日本軍とアメリカ軍との間の海戦。なお、ここではクラ湾夜戦の前夜にクラ湾で行われた水上戦闘についても合わせて述べる。

## 概要
クラ湾夜戦は、太平洋戦争中盤の1943年（昭和18年）7月5日 - 6日にソロモン諸島（ニュージョージア諸島）コロンバンガラ島とベララベラ島間のクラ湾で生起した夜間水上戦闘。
7月初頭、連合軍はカートホイール作戦によりレンドバ島とニュージョージア島に上陸を敢行し、ニュージョージア島の戦いが始まった。日本軍は、ニュージョージア島の隣に位置するコロンバンガラ島の防備強化に迫られた。このうち日本海軍の南東方面艦隊（司令長官草鹿任一海軍中将）は、麾下の外南洋部隊（指揮官鮫島具重海軍中将、第八艦隊司令長官）に対応を命じた。外南洋部隊増援部隊（指揮官秋山輝男海軍少将、第三水雷戦隊司令官）は秋月型駆逐艦新月に三水戦の将旗を掲げ、駆逐艦10隻（警戒部隊〈新月、谷風、涼風〉、輸送部隊〈望月、三日月、浜風／天霧、初雪、皐月、長月〉、陸兵2400名・物件180トン）でコロンバンガラ島への輸送作戦を実施する。
一方、ヴォールデン・L・エインスワース少将は指揮下の軽巡洋艦3隻と駆逐艦4隻で連合軍の上陸作戦を掩護していたが、日本軍輸送艦隊（通称、東京急行）の接近をうけてクラ湾に展開した。夜間水上戦闘となり、日本側は新月が沈没して第三水雷戦隊司令部は全滅した。またコロンバンガラ島に向かった輸送部隊からは、駆逐艦長月が座礁して失われた。夜間砲撃戦でも複数隻が損傷した。連合軍側は、軽巡洋艦ヘレナが魚雷攻撃により沈没した。
日本軍の輸送作戦は一応成功したが（兵員約1600名揚陸）、連合軍はニュージョージア諸島の各地で攻勢に出ており、中部ソロモンの戦局は悪化しつつあった。本海戦（クラ湾夜戦）のあとも日本軍はコロンバンガラ島への増援輸送を継続した。7月12日には第二水雷戦隊（軽巡洋艦神通、司令官伊崎俊二少将）と米艦隊（エインスワース少将）の間でコロンバンガラ島沖海戦が生起した。

## 背景

### 連合軍の動向
ソロモン諸島の戦いのうち、1942年（昭和17年）11月30日から12月1日にかけての深夜に起こったルンガ沖夜戦で、カールトン・H・ライト少将（アナポリス1912年組）率いる第67任務部隊は、外南洋部隊増援部隊指揮官田中頼三少将（第二水雷戦隊司令官）率いる日本海軍の水雷戦隊によって、重巡洋艦群に手痛い損害を受けた。
南太平洋軍司令官ウィリアム・ハルゼー大将は第67任務部隊の立て直しを図り、12月10日付でヴォールデン・L・エインスワースをライトの後任として第67任務部隊司令官に据えた。軽巡洋艦を中心に再建された第67任務部隊は、エインズワースに率いられガダルカナル島から日本軍を追い出す最後の戦いの支援に任じた。特にニュージョージア島ムンダに新たに建設されていた日本軍飛行場に対する艦砲射撃を行った戦闘行動は「エインズワース・エクスプレス」とも呼称され、歴史家サミュエル・E・モリソンに「基地攻撃に関する長期間にわたるお手本」と評された。1943年（昭和18年）3月に入り合衆国艦隊の再編成が行われて南太平洋部隊は「第3艦隊」と呼称されるようになり、水陸両用戦部隊以外は「第36任務部隊」と改められた。
エインズワース少将率いる第36任務部隊は「ザ・スロット」と呼ばれたニュージョージア海峡にてアーロン・S・メリル少将率いる第68任務部隊と交互に行動することになった。3月5日深夜から3月6日未明にかけて行われたビラ・スタンモーア夜戦では、メリル少将の第68任務部隊がコロンバンガラ島への輸送任務を終えて帰途についていた日本海軍の駆逐艦2隻（村雨、峯雲）をレーダー射撃による一方的な戦闘により撃沈した。
5月8日には、コロンバンガラ島への輸送任務を終えて帰途についていた第15駆逐隊（親潮、黒潮、陽炎）が、機雷と空襲により全滅する椿事も起きた。
一方でソロモン方面にいた主な有力なアメリカ艦隊は上記の二つのみであり、前年のガダルカナルを巡る戦闘で多数の航空母艦を撃沈もしくは大破させられたため1943年5月から10月までソロモン方面で行動可能なアメリカ海軍の正規空母はサラトガ1隻程度しかおらず、航空戦力はもっぱら基地航空隊に頼っていた。このため6月から7月に限っては急遽イギリス海軍から借り受けた空母ヴィクトリアスがニュージョージア島の戦いを支援した。
またニュージョージア島侵攻は5月中旬に予定されていたが、ヨーロッパ戦線でのイタリア本土上陸作戦の準備と大西洋の船団護衛に多量の航空機と艦艇が回されたため、ニュージョージア島侵攻は6月初に、ついで6月30日に延期になった。
6月30日、アメリカ軍はニュージョージア島ムンダ飛行場対岸のレンドバ島に上陸し、同島を占領した。
レンドバ島を占領する意味は、ここに重砲を据えてムンダ飛行場へ直接砲撃が可能になるということであり、いわば「不沈砲台」とするものであった。しかし、日本軍がレンドバ島に配備していた守備隊は約140名にすぎず、リッチモンド・K・ターナー少将率いる水陸両用部隊に一蹴されることになった。
引き続きレンドバ島の重砲の援護下、ニュージョージア島攻略部隊は続々と舟艇機動によってムンダ東方海岸に殺到する。ところが、攻略部隊はジャングル内で日本軍側の縦深防御に手を焼いて進撃は進まなかった。ウィリアム・ハルゼー大将の南太平洋部隊（第3艦隊）内部では、この戦いをちょうど80年前の南北戦争時のビックスバーグの包囲戦になぞらえ、包囲戦が終結した7月4日には同じように勝利を手にする事ができるだろうと考えていたが、この目論見も外れる形となった。

### 日本軍の動向
1943年（昭和18年）6月末の時点において、南東方面（ソロモン諸島、ビスマルク諸島、パプアニューギニア）の現地最高責任者は、南東方面艦隊司令長官草鹿任一海軍中将（南東方面部隊指揮官）である。中部ソロモン諸島を担任していたのは日本海軍であり、第八艦隊司令長官鮫島具重海軍中将（外南洋部隊指揮官）が所在の陸海軍部隊を指揮していた。現地で防備を担任していたのは、南東支隊（支隊長佐々木登陸軍少将）と第八聯合特別陸戦隊（司令官大田実海軍少将）であり、ニュージョージア島ムンダに司令所を置いていた。
6月29日深夜、呂109がレンドバ島を目指す輸送船団を発見し、6月30日朝にはラバウルの日本軍上級部隊（南東方面部隊、第八方面部隊）に連合軍レンドバ島上陸の速報が入った。
これを受けてラバウルの第八艦隊（司令長官鮫島具重中将・外南洋部隊指揮官）は麾下の第三水雷戦隊（司令官秋山輝男少将、外南洋部隊増援部隊指揮官）に対してレンドバ島突入を命じる。
第三水雷戦隊の本来の戦隊旗艦は軽巡洋艦川内であったが、内地で修理を終え6月30日に横須賀を出発したばかりだった。またラバウルには三水戦所属の軽巡洋艦夕張も停泊していたが、秋山少将は新鋭の秋月型駆逐艦5番艦新月を旗艦に選んだ。新月は3ヵ月前に竣工し、6月25日ラバウルに到着していた。
レンドバ島上陸時における外南洋部隊増援部隊（第三水雷戦隊）の艦艇は、ラバウルに三水戦司令官直率部隊（新月、望月、皐月、夕凪）、先行部隊のうち第11駆逐隊（天霧、初雪）がブカ島に、睦月型3隻（長月、水無月、三日月）がブーゲンビル島ブインに配置されていた。
新月（三水戦旗艦）はラバウル在泊部隊を率いてレンドバ島沖に向かった。
新月とは別に、第11駆逐隊司令杉野修一大佐指揮下の駆逐艦部隊（天霧、初雪、長月、三日月および水無月）がレンドバ島近海に先行して輸送船団を捜し求めていた。しかし、スコールに見舞われて敵を発見することが出来ず、新月はブインに、その他の駆逐艦はブカ島に、それぞれ帰投した（第八艦隊水上部隊の第一回出撃）。
水上部隊の出撃に呼応して日本軍航空部隊も連合軍上陸部隊に対して空襲をおこなうが、華々しい戦果報告とは裏腹に、連合軍の行動を掣肘することが出来なかった。日本海軍基地航空隊による空襲はその後も実施され、また日本陸軍航空隊（一式戦闘機、三式戦闘機、九七式重爆撃機）も7月2日より空襲を敢行した。しかし連合軍の進撃を抑えることはできず、日本軍航空隊は連日の出撃で大損害を受けることになった。
一方、連合軍レンドバ島上陸の速報を受けた連合艦隊は航空兵力・潜水艦兵力・水上部隊の南東方面派遣を下令し、この流れの中で前進部隊指揮官（第二艦隊司令長官近藤信竹中将）は駆逐艦浜風（第17駆逐隊）を急遽南東方面に派遣し、また出動準備中の重巡洋艦鳥海、第24駆逐隊（涼風、江風）、陽炎型2隻（雪風、谷風）をして南東方面部隊の指揮下に入れた。
なお連合軍のレンドバ島上陸以後、ラバウルの日本陸軍・海軍上層部はレンドバ島奪還を巡ってたびたび連絡会議を開いていた。しかし、レンドバ島逆上陸のため増援兵力の駆逐艦輸送を主張する陸軍と、駆逐艦の派遣を渋る海軍側で意見の折り合いがつかなかった。第八方面軍は海軍の限界を知り、レンドバ島奪還に消極的になりつつあった。現地ニュージョージア島を守備する南東支隊（南東支隊長佐々木登陸軍少将、第八聯合特別陸戦隊司令官大田実海軍少将）の幕僚会議は、重苦しい空気に包まれた。
7月2日、第三水雷戦隊は再度レンドバ島突入を敢行する（第二回目の出撃）。この時は夕張艦長舟木守衛大佐指揮下の3隻（軽巡〈夕張〉、駆逐艦〈夕凪、三日月〉）で陽動隊を編成し、突撃隊（新月〔三水戦旗艦〕、天霧、初雪、長月、皐月、望月）は7月2日16時にブインを出撃して、日付が7月3日になろうとする頃にレンドバ島沖に到着した。この時も日本側は連合軍艦艇を発見することができず、魚雷艇を撃退したあとレンドバ島への艦砲射撃をおこない、引き揚げた。
同時期、トラック泊地から来た重巡洋艦鳥海（艦長有賀幸作大佐）と護衛の駆逐艦（雪風、谷風、涼風、江風）は、ラバウルに到着した。この駆逐艦群が、クラ湾夜戦とコロンバンガラ島沖海戦を戦うことになる。
レンドバ島占領は、第八方面軍（司令官今村均陸軍中将）にコロンバンガラ島の防衛強化の重要性を再認識させた。陸軍は「ニュージョージア島防衛にこだわった責任を取って支援部隊を送れ」と要求したが、海軍は「ラバウルの航空部隊は（先月末のルンガ沖航空戦により）消耗しており、艦隊は燃料不足で出撃できず」と返答した。
3日、現地ムンダの日本軍南東支隊司令部で会議が開かれた。陸戦兵力を統一指揮する佐々木登陸軍少将（南東支隊長）は「レンドバ強行上陸案」（レンドバ島へ逆上陸して重砲を破壊すること。3日0735、南支電第154号）を提案したが、第八聯合特別陸戦隊（司令官大田実海軍少将、参謀今井秋次郎中佐）は大発動艇の被害を理由に、すぐには同意しなかった。また第八艦隊は南東方面艦隊と第八方面軍の同意を得て、佐々木少将に対して自重を命じた。
しかし、戦局は日本軍にとって悪化する一方だった。連合軍はレンドバ島に重砲を据え付け、ムンダへの砲撃を開始した（前述）。つづいてレンドバ島とニュージョージア島間のルビアナ島とアンバアンバ島にも上陸した。ニュージョージア島東部にも上陸し、すでに橋頭堡を築いていた。
日本軍は、ニュージョージア諸島防備強化のため速射砲と陸兵2,600名、大発30隻分の物件と燃料80トン、そのほか海上トラック3隻をもちいてブイン～コロンバンガラ島輸送を実施することに決した。輸送は二度の鼠輸送によって行われることとし、7月4日と7月5日に駆逐艦4隻ずつを送り込むことになった。一方、アメリカ軍側もムンダ攻撃の支援のため、クラ湾に面したニュージョージア島北西部バイロコ地域に対して上陸作戦を行う事となり、アメリカ第37歩兵師団三個大隊を乗せた高速輸送艦を主体とする輸送船団と、ヴォールデン・L・エインスワース少将率いる火力支援担当の第36.1任務群を送り込む事となった。

## 7月4日深夜の戦闘

### 参加艦艇

#### 日本海軍
- 第1回次出撃　指揮官金岡国三第22駆逐隊司令[86]

駆逐艦：長月、皐月、新月、夕凪
輸送兵力1300名、物件大発15隻分
- 第2回次出撃（計画のみ、予定変更。詳細後述）指揮官杉野修一第11駆逐隊司令[68]

駆逐艦：天霧、初雪、望月、三日月

#### アメリカ海軍
輸送船団は省略
- 第36.1任務群

軽巡洋艦：ホノルル（任務群旗艦）、ヘレナ、セントルイス
駆逐艦：ニコラス、ストロング、オバノン、シャヴァリア

### 戦闘経過
秋山少将以下第三水雷戦隊司令部は出撃せず、ブインにて作戦を指揮した。第22駆逐隊司令金岡国三大佐に率いられた駆逐艦4隻は、7月4日16時40分にブインを出撃した。チョイスル島南岸沿いに南に下り、ニュージョージア海峡を縦断してコロンバンガラ島東岸に取りつく。クラ湾に入りつつあった22時15分、左舷前方10キロ先に、味方陸上砲台と交戦中の敵艦隊を発見した。この敵艦隊、つまり第36.1任務群は駆逐艦を2隻ずつ前後に配した陣形を取り、ニュージョージア島バイロコの呉鎮守府第六特別陸戦隊に対して砲撃を行っていた。その最中、輸送船団の護衛にあたっていた駆逐艦ラルフ・タルボット　(USS Ralph Talbot, DD-390) のレーダーが北方に目標を探知した。しかし、第36.1任務群はUターンをして右砲戦で艦砲射撃を続けた。第36.1任務群を魚雷の射程圏内に入れた金岡大佐は海戦を行う事を決心し、22時25分に魚雷発射を命じる。長月が6本、新月と夕凪が4本ずつ発射した。その後、機を見て再度の攻撃と揚陸を試みるも、敵機の触接と襲撃を受け、最終的には物資揚陸を断念して7月5日6時にブインに帰投した。輸送作戦は失敗におわった。
エインスワース少将はラルフ・タルボットに探知した目標について報告させようとしたが、間もなくストロングの右舷に3隻（長月、新月、夕凪）からきた魚雷が命中する。バイロコの海軍特別陸戦隊は伊勢型戦艦2隻（伊勢、日向）から下ろした14センチ砲を有していたが、同地配備の12センチ砲と14センチ砲も第36.1任務群に対して砲撃を行い、ストロングに三発の命中弾を与えた。ストロングは大破し、シャヴァリアが艦首をストロングに接触させつつも乗員240名を救助した後、搭載していた爆雷が爆発して沈没した。エインスワース少将はこの攻撃を潜水艦によるものと信じていた。第36.1任務群は救助作業に一区切りをつけると、急遽ツラギ島に退却した。アメリカ軍側は駆逐艦1隻を失ったもののニュージョージア島ライス湾とバイロコ港にとりついた。連合軍は、コロンバンガラ島に対する圧力をいっそう強める事となった。

### 戦闘の後
第三水雷戦隊は駆逐艦1隻を撃沈する戦果を挙げたものの、本来の目的である輸送任務は果たせなかった。
輸送作戦実施中の7月4日午前中、ニュージョージア方面部隊指揮官（第八聯合陸戦隊司令官大田実海軍少将）は「現地部隊は7月5日夜に大発動艇の全力を投入してレンドバ島逆上陸を敢行するので、駆逐艦輸送はレンドバ島に直接実施されたし。外南洋部隊が駆逐艦輸送を実施しなくても、現地部隊は逆上陸を実施する」と通告した。外南洋部隊と第八方面軍は現地部隊に自重を命じ、慰留電をおくった。
7月5日早朝、こんどは現地の南東支隊長（佐々木陸軍少将）がレンドバ奪回および逆上陸をふたたび意見具申する（南支電第182号）。
同日午前11時、大本営（陸軍部/参謀本部、海軍部/軍令部）は佐々木南東支隊長のレンドバ夜襲案を支持し、南東方面艦隊と第八方面軍にレンドバ島強襲を下令した。作戦指導の中には「(三)成否ヲ超越シテ速カニ「レンドバ」ヲ夜襲シ、以テ戦捷ノ端緒ヲ開クヲ得策トス」という項目があった。ラバウル（第八方面軍、南東方面艦隊〈第十一航空艦隊、第八艦隊〉）は、現地ムンダ（南東支隊、第八聯合陸戦隊）と、東京（参謀本部、軍令部）の間で、文字通りの「板挟み」となる。外南洋部隊（指揮官鮫島具重第八艦隊司令長官）は重巡「鳥海」を率いて7月6日夜のレンドバ島突入を計画したが、南東方面艦隊は「無謀である」と中止を命じた。
一方、連合軍がニュージョージア島の各所に上陸したことで日本軍は対応を迫られ、南東方面部隊は増援部隊全力での輸送を命じた。第三水雷戦隊は第二回輸送（天霧、初雪、望月、三日月）の予定を変更する。他部隊からの応援艦（二水戦・第24駆逐隊〈涼風〉、第十戦隊・第17駆逐隊〈谷風、浜風〉）を加えて部隊規模を大きくし、増援部隊の全兵力で決行する事になった。

## クラ湾夜戦参加艦艇

### 日本海軍
- 第三水雷戦隊、司令官秋山輝男少将（外南洋部隊増援部隊指揮官）[104][105]

支援隊：秋月型駆逐艦新月（旗艦）、白露型駆逐艦涼風（第24駆逐隊司令中原義一郎大佐）、陽炎型駆逐艦谷風
第一次輸送隊：指揮官折田常雄第30駆逐隊司令：第30駆逐隊（望月、三日月）、陽炎型駆逐艦浜風（「夕凪」は出撃せず）
第二次輸送隊：指揮官杉野修一第11駆逐隊司令：第11駆逐隊（天霧、初雪）、第22駆逐隊（長月、皐月）
両輸送隊は陸兵2,400名、物件約180トンを搭載。

### アメリカ海軍
- 第36.1任務群[106]

軽巡洋艦：ホノルル（任務群旗艦）、ヘレナ、セントルイス
駆逐艦：ニコラス、オバノン、ジェンキンス、ラドフォード

## 戦闘経過

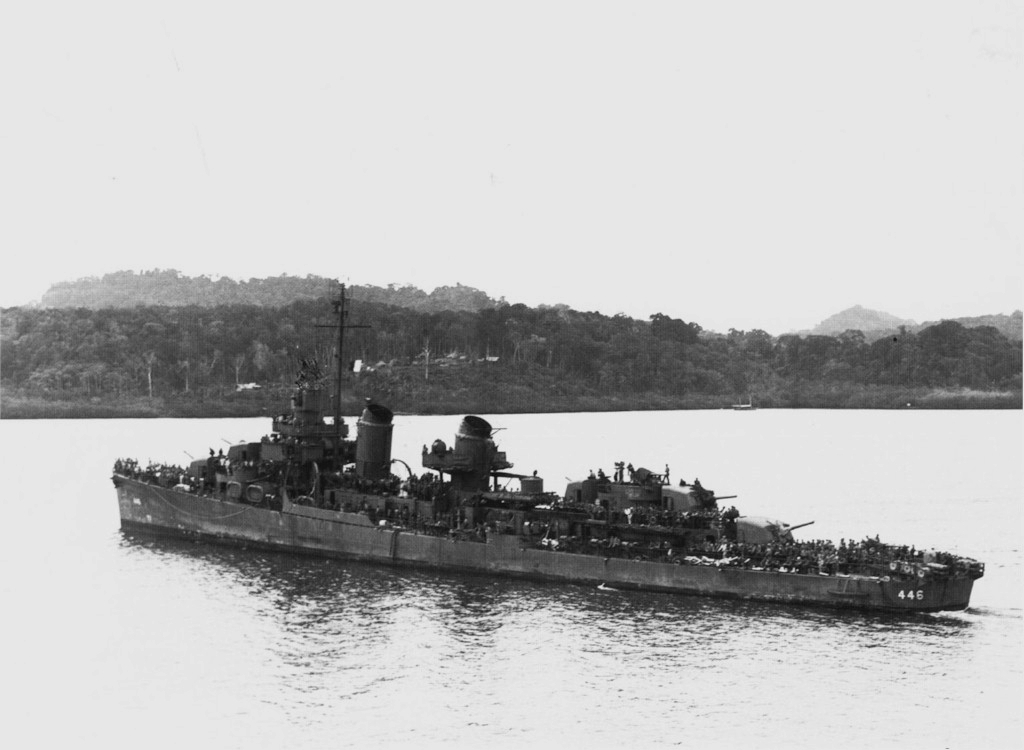
ヘレナの生存者を乗せた駆逐艦ラドフォード

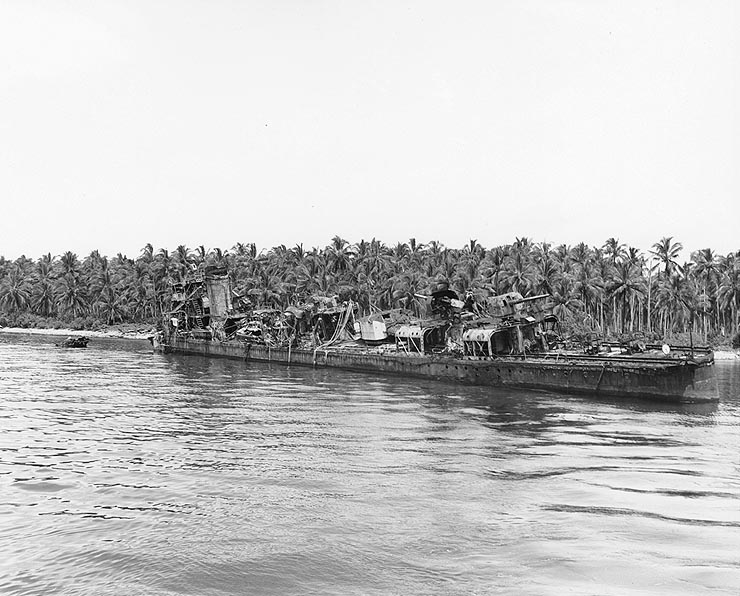
放棄された長月（1944年5月8日撮影）

第三水雷戦隊は当初、軽巡夕張を旗艦として出撃する予定であった。だが7月5日ショートランド泊地に入りつつあった時に触雷して作戦から除外され、秋山少将は「新月」を旗艦とした。この磁気機雷は、ガダルカナル島から飛来したTBFアヴェンジャー雷撃機が投下していったものだという。また、第一次輸送隊に名を連ねていた「夕凪」は、実際には出撃しなかった。
増援の艦隊型駆逐艦（谷風など）は7月4日夕刻にラバウルを出撃し、7月5日朝にショートランド泊地に進出した。新月（三水戦旗艦）で艦長達の打ち合わせをおこなう。同日17時35分、第三水雷戦隊はブインを出撃する。支援隊は1番艦新月、2番艦涼風、3番艦谷風の単縦陣であった。前夜と同様にチョイスル島沿いに南に下り、22時23分に第一次輸送隊を分離させてコロンバンガラ島東岸に先行させる。
一方の第36.1任務群はツラギに到着し、給油作業を行っていた。そこに新手の「東京急行」出発の報がもたらされる。ハルゼー大将から情報を受け取ったエインスワース少将は、急遽コロンバンガラ島近海に引き返すこととした。ただし、シャヴァリアは艦首損傷とストロング乗員の上陸のため任務群から外され、代わりにジェンキンスとラドフォードを任務群に加えた。第36.1任務群は視界の悪い海域を29ノットの高速で北上し、クラ湾に差し掛かる頃に25ノットに速力を落として会敵に備えた。エインスワース少将は当夜の戦法について、まず軽巡洋艦にレーダー射撃によって先制攻撃を行い、魚雷回避のため軽巡洋艦を退避させた後、駆逐艦に突撃させるという戦法を採用した。
23時3分、新月は左20度5キロ先に敵艦隊を探知する。これは新月が搭載していた電波探知機によるもので、警戒隊（新月、涼風、谷風）は水上戦闘に備えた。23時18分にUターンののち、23時43分に第二次輸送隊を分離した。その直前の23時36分にホノルルのレーダーが左前方に第三水雷戦隊を探知した。23時48分、新月が同航する巡洋艦3隻・駆逐艦2隻を発見するに及び23時52分に全軍集結を命じ、第二次輸送隊（天霧、初雪、長月、皐月）も反転して敵艦隊にむかった。23時54分、エインスワース少将は指揮下全艦艇に攻撃を命じる。当面の目標を支援隊とし、23時56分に一斉射撃を行った。米艦隊はレーダーに映った最も大きな目標（新月）だけを目標としたため、新月は第36.1任務群からの砲撃を一身に浴び、日付が変わった0時6分には舵が故障した上、火災が発生する。新月は、そのまま行方不明となった。
第36.1任務群が砲撃を加えてもなんら反撃がなかったことから、エインスワース少将は筋書き通りに事が進んでいると判断し、次の行動を移ることとした。しかし、新月に砲撃が集中した結果、後続2隻（涼風、谷風）にはこの時には砲弾が降り注がず、アメリカ側は数の利を生かせなかった。
旗艦新月が連絡不能となったため、涼風座乗の第24駆逐隊司令中原義一郎大佐が支援隊（涼風、谷風）の指揮を引き継いだ。23時57分に涼風と谷風は魚雷をそれぞれ8本ずつ発射したあと北上、再装填のため一旦戦場を離脱した。0時2分、魚雷は第36.1任務群を襲い、ヘレナに魚雷3本が命中した。1本は艦首部に命中して艦首をもぎ取り、2本は船体中央部のほぼ同一箇所に命中。これによりヘレナの船体はV字型に裂け、そのまま沈没していった。後続のセントルイスはヘレナへの追突を防ぐため右側に針路を取って戦場から一時離脱した。オバノンは第二次輸送隊と思しき目標に向けて魚雷を5本発射したが、命中しなかった。
再装填のため一旦戦場を離脱した涼風と谷風であったが、涼風は火災事故を起こし、一番砲が使用不能となった。さらに、機銃弾庫に被弾して第二次攻撃に遅れをとった。谷風も魚雷次発装填装置の故障のため、戦場に戻るのに手間取り、艦首に不発ながら命中弾を受けて損傷した。2時ごろには戦場に引き返したものの、新月も敵艦隊も発見できなかったので帰投することとした。
また、全軍集結で集合した輸送隊のうち、第一次輸送隊の望月は触礁事故と大発の曳航索を推進器に絡ませたことにより遅れをとる。それでも、0時06分には揚陸作業を終えて西方に向かった。なお浜風は23時56分に雷撃を実施したと記録しているが、三水戦の戦闘詳報では、第一輸送部隊はこの時点で戦闘に参加していない。浜風は積載していた人員160名と物資を揚陸できないまま、ショートランド泊地にむかった。
第二次輸送隊は天霧が魚雷攻撃を、初雪が砲撃をそれぞれ行う。反撃により初雪が不発弾2発を受けて損傷した後、揚陸地に向けて反転した。
長月と皐月も、突撃した天霧および初雪に続いたが、敵情が分からなかったので0020には揚陸作業に戻る。しかし0時46-49分に長月がコロンバンガラ島ベネット入江に座礁した。揚陸作業と同時に皐月による引き降ろし作業が行われたが成功せず、4時20分前後には引き降ろし作業が打ち切られた。皐月は揚陸のため、泊地にむかった。
天霧および初雪も3時前には揚陸作業を済ませるが、ヘレナの生存者を救助中のニコラスとラドフォードからの砲撃を受けたため反撃を行う。天霧は魚雷5本を発射し、巡洋艦に2本命中と判断されたが、実際にはラドフォードの艦尾をかすめ去っただけだった。天霧は被弾したものの、無事に戦場を離脱していった。
揚陸を終えて西航中の望月もニコラスとラドフォードからの砲撃を受けるが、魚雷1本を発射し、煙幕を張って退却していった。
2隻（天霧、初雪）はベララベラ島南岸沿いを通り9時に、3隻（谷風、浜風、三日月）は7時30分、2隻（涼風、望月）は9時15分、そして皐月が10時にそれぞれブインに帰投した。
ベネット入江で座礁中の長月は7月6日の朝、SBD「ドーントレス」、TBF「アベンジャー」、B-25「ミッチェル」の爆撃を受けて放棄された。米軍が撮影した、残骸となった長月の写真が残っている。（新月）長月の生存者はコロンバンガラ島に上陸し、同地の横須賀第七特別陸戦隊に編入された。
第36.1任務群は、前述のようにヘレナの739名の生存者を救助するためにニコラスとラドフォードを戦場に残し、また退去の際には3隻の救命ボートを海上に投下してツラギ島に退却していった。ニコラスとラドフォードは日本側輸送隊（天霧、初雪、望月）と交戦しつつも救助作業を行ったものの、全ての生存者を救助する事はできなかった。残りは救命ボートに分乗して漂流し、一部はベララベラ島にたどり着いて後刻味方駆逐艦によって救助された。

## 損害と海戦の後
- 日本海軍の損害[134]

沈没：新月、長月
中破：天霧、初雪、谷風
小破：涼風、望月、皐月
秋山少将以下、第三水雷戦隊司令部全滅
：陸軍兵1600名、物件90トン揚陸
- アメリカ海軍の損害

沈没：ヘレナ
軍令部総長は昭和天皇に対し、一連の輸送と戦闘を以下のように報告した。
駆逐艦谷風戦闘詳報では、アメリカ軍のレーダーの脅威を訴え、またアメリカ軍巡洋艦の装備と能力を正当に評価。「肉薄しないのは精神力の不足」と批判せぬよう指摘している。
本来の目的であるコロンバンガラ島への輸送は、半数前後に相当する陸兵1,600名と物資90トンを揚陸するも、海戦の影響で全ての陸揚げには成功しなかった。
戦局の重大さを考慮し、南東方面部隊指揮官草鹿任一海軍中将（南東方面艦隊司令長官兼第十一航空艦隊司令長官）は、6日0900に将旗をブーゲンビル島ブインの戦闘司令所に掲げた（8月3日、南東方面艦隊はラバウルに復帰）。第八艦隊司令部（外南洋部隊）もラバウルからブインへ移動し、第一根拠地隊司令部の指揮所から指揮をとった。他方、第八艦隊（鳥海）のレンドバ攻撃は延期され、鳥海はクラ湾夜戦の損傷艦と共にラバウルに回航された。
また、クラ湾夜戦において司令官戦死・司令部全滅に到った第三水雷戦隊の後任司令官として、7月7日付で伊集院松治大佐（当時、戦艦金剛艦長）が発令され、伊集院は7月10日に着任した。伊集院と伊崎少将が任命されるまで、有賀幸作大佐（重巡鳥海艦長）が増援部隊指揮官（第三水雷戦隊司令官）の職務を代行した。前述のように「鳥海」をラバウルに戻したので、ブイン所在の第八艦隊司令長官鮫島具重中将（外南洋部隊指揮官）は陽炎型駆逐艦雪風（第16駆逐隊）を臨時の第八艦隊旗艦とした。
連合軍がニュージョージア島の各所に上陸したことで、戦闘の焦点はレンドバ島からニュージョージア島本島にうつった。ムンダ方面の戦闘は依然として厳しい状況であり、ニュージョージア島にコロンバンガラ島の一部兵力を移すこととなった。この事により、その分だけコ島の防備に穴が開くこととなるため、後詰め兵力を送り込む必要性が出てきた。そこで、7月9日にコロンバンガラ島への緊急輸送が行われた。
7月12日にも第二水雷戦隊司令官伊崎俊二少将の指揮下で輸送作戦が行われるが、同日夜にクラ湾夜戦に似たような経過でコロンバンガラ島沖海戦が発生した。
エインスワース少将はハルゼー大将へ「7隻の日本軍艦を仕留めた」と報告し、ハルゼー大将はこれに対し賞賛の返答を行った。戦死者や負傷者に火傷の者が多かったので、以後暑い気候の海域でも、基本的に肌の露出が少ない服装を着用することが義務付けられた。クラ湾夜戦から一週間後の7月12日、沿岸監視員が「東京急行」の通過を通報してきた。ハルゼー大将はエインスワース少将に再度の出撃を命じ、沈没したヘレナに代わってニュージーランド海軍の軽巡洋艦リアンダー を編入した第36.1任務群はコロンバンガラ島近海へ出撃し、コロンバンガラ島沖海戦が発生した。軽巡神通沈没（第二水雷戦隊司令部全滅）と引き換えに、大きな損害を出すことになった。